# Kulturkritiske essays
Kulturkritiske essays er en samling tekster af den tyske historiefilosof Walter Benjamin. Udvalget udkom på forlaget Gyldendal i 1998 i serien Moderne Tænkere og erstatter med flere nyoversættelser en tidligere samling fra 1973 med titlen Kulturindustri (forlaget Rhodos). Samlingen indeholder så centrale tekster som "Reproduktionsessayet" og de så kaldte historie-filosofiske teser, der i den nye oversættelse har titlen "Om historiebegrebet".
Teksterne kredser om bl.a. nutidens forhold til fortiden, kamp mod fascisme, kritik af socialdemokratiet, at samle, revolution, lave og skrive historie, og håbet om en "virkelig undtagelsestilstand" der ville kunne standse tiden og forløse dét kald som generationer af slagne og undertrykte gør på nutiden.

## Indhold
- Erfaring og fattigdom
- Romanens krise
- Hvad er episk teater?
- Skribenten som producent
- Lille fotografihistorie
- Jeg pakker mit bibliotek ud
- Eduard Fuchs – samleren og historiken
- Kunstværket i dets tekniske reproducerbarheds tidsalder
- Om historiebegrebet